# Rodolfo Lenz
Rudolf (Rodolfo) Heinrich Robert Lenz (Halle (Saale), 10 september 1863 – Santiago, 7 september 1938) was een tot Chileen genaturaliseerde Duitse linguïst, romanist en folklorist. Hij onderscheidde zich met wetenschappelijk pionierswerk ten aanzien van de talen Mapudungun en Papiaments. 

## Biografie
Lenz ging naar het gymnasium in Bremen, Breslau, Keulen en Metz. In 1882 begon hij gelijktijdig te studeren aan de universiteiten van Bonn en Berlijn. Aan de Universiteit van Bonn behaalde hij zijn doctorsgraad in de filologie en promoveerde in de taalfilosofie in 1886. Aan de Universiteit van Berlijn studeerde hij vergelijkend filologie. Lenz sprak in totaal 13 talen.
In 1890 vertrok Lenz naar Chili waar hij ging werken aan de Universiteit van Chili. Hij onderscheidde zich met zijn onderzoekswerk op het gebied van de vergelijkende taalkunde, etnolinguïstiek en folklore. Ook schreef hij talloze artikelen over grammatica, spelling, lexicografie, fonetiek en taaldidactiek.

### Mapudundun
Lenz gold als een van de hoogste autoriteiten op het gebied van de Mapudungun, de taal van de Mapuche, een inheems volk. Na het analyseren van de demografische evolutie en de culturele geschiedenis van Chili publiceerde hij in 1893 het artikel Estudios chilenos o Para el conocimiento del español de América (Nederlands:Chileense onderzoeken of Bijdrage tot de kennis van het Spaans in Amerika), waarin de fonologische systemen van de Mapudundun en het Spaans van Chili werden vergeleken. 

### Papiaments
Lenz leverde pionierswerk met zijn onderzoek van het Papiaments, een creooltaal met wortels in het Spaans en Portugees en geldt als de grondlegger van de Papiamentse etymologie. Tijdens een zeereis naar Europa in 1921 deed hij Willemstad aan, waar hij in de boekhandel "Bethencourt e Hijos" diverse boeken over het Papiaments aanschafte. Ook de Curaçaose tweede kok aan boord, Natividad Sillie, was met hardop lezen, volksverhalen, volksliederen en eigen literaire stukken een belangrijke bron voor zijn onderzoek. In 1928 verscheen zijn boek El Papiamento, een van de meest wetenschappelijke beschrijvingen van het Papiaments. Ondanks dat zijn theorieën later bestreden werden, door onder meer Antoine Maduro, wordt dit boek als de bijbel van het Papiaments beschouwd.